# 塔謝納克河
塔謝納克河（烏克蘭語：Тащенак），是烏克蘭東南部的河流，發源自特魯多韋附近，流經扎波羅熱州的梅利托波爾區，河道全長64公里，流域面積480平方公里。